# Fetus (grup musical)
Fetus és un grup de folk punk català format a la Bisbal d'Empordà. Està format pel trio original Adrià Cortadellas, veu i guitarra elèctrica, Telm Terradas al baix i Adrià Jiménez a la bateria, acompanyats sovint pel teclista de Surfing Sirles Guille Caballero, i els músics d'arrel Ricard Ros (sac de gemecs i flautes irlandeses), Carles Belda (acordió diatònic) i Marta Barbero (violí), a més de la producció de Joan Colomo.

## Història
Fetus va començar fent música punk rock fins que va descobrir els romanços de Jaume Arnella i transitaren a un estil musical més eclèctic publicant l'àlbum Sota, cavall i rei (2021).
En el següent disc, La serra dels perduts (2022), el grup va explorar els sons tradicionals i la cançó de taverna, junt amb les històries populars de l'imaginari empordanès i cançons perdudes de les Gavarres. Arran de la seva publicació, va iniciar una gira de cinquanta concerts, la majoria com a septet amb el reforç de la violinista Marta Barbero, alhora que a mitja gira van publicar l'EP Històries de la carn i de la sang (2023). El darrer concert fou a la Sala Apolo el 21 de desembre de 2023 amb la participació de Joan Colomo, Les Salvatges, Crim i Les Testarudes.
L'any 2024 Fetus va continuar bastint el seu singular pont entre garage punk, els sons d'arrel i la cançó de taverna amb el disc Càntir nou fa aigua fresca, i va encetar una nova gira amb la presentació oficial de l'àlbum a la Fira Mediterrània de Manresa l'11 d'octubre.

## Discografia

### Àlbums
- Càntir nou fa aigua fresca (2024)[8]
- Històries de la carn i de la sang (EP, 2023)[9]
- La serra dels perduts (2022)[10]
- Sota, cavall i rei (2021)[11]
- Terra cuita (2019)
- L'epicentre del fangar (2017)[12]